# Lőrincidűlő
Lőrincidűlő (románul: Leorința-Șăulia) falu Romániában, Maros megyében.

## Története
Mezősályi község része. A trianoni békeszerződésig Maros-Torda vármegye Marosludasi járásához tartozott.

## Népessége
2002-ben 169 lakosa volt, ebből 164 román, 4 cigány és 1 magyar nemzetiségű.

## Vallások
A falu lakói közül 137-en ortodox hitűek.